# ماريو مورر
ماريو مورر (بالتايلندية: มาริโอ้ เมาเร่อ)‏ هو عارض وممثل تايلندي، ولد في 4 ديسمبر 1988 ببانكوك في تايلاند.

## وصلات خارجية
- ماريو مورر على موقع IMDb (الإنجليزية)
- ماريو مورر على موقع ألو سيني (الفرنسية)
- ماريو مورر على موقع أول موفي (الإنجليزية)
- ماريو مورر على موقع قاعدة بيانات الفيلم (الإنجليزية)
- ماريو مورر على موقع كينوبويسك (الروسية)